# Alan Ayckbourn
Alan Ayckbourn (ur. 12 kwietnia 1939 roku w Londynie) – współczesny brytyjski komediopisarz. Napisał ponad 75 sztuk teatralnych. W latach 1972–2009 był dyrektorem artystycznym Stephen Joseph Theatre w Scarborough, Anglii. Ponad 40 Jego sztuk wystawiono na West Endzie i 10 na Broadwayu.

## Sztuki teatralne
- Relatively Speaking, Wydawnictwo: Evans Bros, 1968
- Countdown Methuen, rok wydania: 1969
- Ernie's Incredible, Wydawnictwo- Illucinations Hutchinson, 1969
- Mixed Doubles (z innymi autorami) Methuen, 1970
- How The Other Half Loves, Wydaw.- Samuel French, 1971
- Time And Time Again, Wydaw. - Samuel French, 1973
- Absurd Person Singular, Wydaw.- Samuel French, 1974
- Confusions Margaret Ramsay, 1974
- Absent Friends, Wydaw.- Samuel French, 1975
- Living Together, Wydaw.- Samuel French, 1975
- Round And Round The Garden, Wydaw.- Samuel French, 1975
- Table Manners, Wydaw.- Samuel French, 1975
- The Normal Conquests, Wydaw.- Chatto & Windus, 1975
- Bedroom Farce, Wydaw.- Samuel French, 1977
- Just Between Ourselves, Wydaw.- Samuel French, 1978
- Ten Times Table, Wydaw.- Samuel French, 1978
- Joking Apart, Wydaw.- Samuel French, 1979
- Sisterly Feelings, Wydaw.- Samuel French, 1981
- Taking Steps, Wydaw.- Samuel French, 1981
- Season's Greetings Samuel French, 1982
- Way Upstream, Wydaw.- Samuel French, 1983
- Intimate Exchanges Volume 1 Samuel French, 1985
- Intimate Exchanges Volume 2 Samuel French, 1985
- Woman In Mind, Wydaw.- Faber and Faber, 1986
- A Small Family Business, Wydaw.- Faber and Faber, 1987
- Henceforward ... Margaret Ramsay, 1987
- Mr. A's Amazing Maze Plays Faber and Faber, 1989
- Man Of The Moment, Wydaw.- Faber and Faber, 1990
- A Cut In The Rates, Wydaw.- Samuel French, 1991
- Invisible Friends, Wydaw.- Faber and Faber, 1991
- Mr. Whatnot, Wydaw.- Samuel French, 1992
- Time Of My Life, Wydaw.- Samuel French, 1993
- Wildest Dreams, Wydaw.- Faber and Faber, 1993
- Callisto 5, Wydaw.- Samuel French, 1995
- Communicating Doors, Wydaw.- Faber and Faber, 1995
- My Very Own Story, Wydaw.- Samuel French, 1995
- This Is Where We Came, Wydaw.- In Samuel French, 1995
- Dreams From A Summer House, Wydaw.- Samuel French, 1997
- Family Circles, Wydaw.- Samuel French, 1997
- It Could Be Any One of Us, Wydaw.- Samuel French, 19988
- The Champion Of Paribanouv Samuel French, 1998
- Things We Do For Love, Wydaw.- Faber and Faber, 1998
- Comic Potential, Wydaw.- Faber and Faber, 1999
- House & Gardenv Faber and Faber, 2000
- The Boy Who Fell Into A Book, Wydaw.- Faber and Faber, 2000
- Body Language, Wydaw.- Samuel French, 2001
- The Jollies, Wydaw.- Faber and Faber, 2002
- Whenever, Wydaw.- Faber and Faber, 2002
- My Sister Sadie, Wydaw.- Faber and Faber, 2003
- Orvin – Champion Of Champions, Wydaw.- Faber and Faber, 2003
- Family Circles, Wydaw.- Samuel French, 2004
- Flat Spin, Wydaw.- Samuel French, 2004
- Game Plan, Wydaw.- Samuel French, 2004
- Role Play, Wydaw.- Samuel French, 2004
- Snake In The Grass, Wydaw.- Samuel French, 2004

## Nagrody i wyróżnienia
- 1973: Evening Standard Award, Best Comedy, za sztukę "Absurd Person Singular"
- 1974: Evening Standard Award, Best Play, za sztukę The Norman Conquests
- 1977: Evening Standard Award, Best Play, za sztukę Just Between Ourselves
- 1985: Evening Standard Award, Best Comedy, za sztukę A Chorus of Disapproval
- 1985: Laurence Olivier Award, Best Comedy, za sztukę A Chorus of Disapproval
- 1987: Evening Standard Award, Best Play, za sztukę A Small Family Business
- 1987: Plays and Players Award
- 1987: Commander of the Order of the British Empire (CBE)
- 1989: Evening Standard Award, Best Comedy, za sztukę Henceforward...
- 1990: Evening Standard Award, Best Comedy, za sztukę Man of the Moment
- 1997: Knight Bachelor
- 1998: Honorary Degree (Doctor of the University) z Open University
- 2009: Laurence Olivier Special Award
- 2009: Critics' Circle Award -"For Distinguished Service to the Arts"